# فرودگاه فانو
فرودگاه فانو (به انگلیسی: Fano Airport) یک فرودگاه همگانی است . این فرودگاه در کشور ایتالیا قرار دارد .